# Land of Riches
『LAND OF RICHES』(ランド・オブ・リッチズ)はL⇔Rの4枚目のオリジナルアルバム。

## 概要
- 嶺川貴子が在籍した4人体制での最後のアルバム。
- レコーディングの時点でL⇔Rはポニーキャニオンへの移籍が決まっており[1]、同レーベル所属のSpiral Lifeやデビュー当時からプロモーションに携わってきた牧村憲一[2]が作詞で参加するなど、WITSレーベル所属時の集大成といえるアルバムとなっている。
- ディスク2枚組仕様。FACE-Aは日本、FACE-Bはアメリカでそれぞれレコーディングされた。1997年に再発売される際にCD1枚組に統合されたが、2009年にSHM-CDとしてリマスターされた際は2枚組に戻っている。『L⇔R25周年プロジェクト』として2017年にUHQCD化されたリマスター版では再び1枚なっている。

## 収録曲
FACE-A
1. LAND OF RICHES-1 [ランド・オヴ・リッチズ1] (3:07)
作詞:黒沢健一・海野祥年、作曲:木下裕晴・黒沢健一、編曲:L⇔R&岡井大二
2. NOW THAT SUMMER IS HERE [君と夏と僕のブルー・ジーン] (4:35)
作詞:黒沢健一、作曲:黒沢健一、編曲:L⇔R・岡井大二&遠山裕
hammond organ:遠山裕
3. AMERICAN DREAM [アメリカン・ドリーム] (3:54)
作詞:黒沢健一、作曲:黒沢健一、編曲:L⇔R&遠山裕
4. CRUSIN' 50～90'S [クルージン] (3:11)
作詞:黒沢健一、作曲:黒沢健一、編曲:L⇔R&岡井大二
synthe horns arrangement, piano & organ:遠山裕
5. CIRCLING TIMES SQUARE [さよならタイムズスクエア] (5:10)
作詞:嶺川貴子、作曲:嶺川貴子、編曲:L⇔R&岡井大二
lead vocal:嶺川貴子
6. RED & BLUE [レッドアンドブルー] (3:24)
作詞:海野祥年、作曲:黒沢健一、編曲:L⇔R&岡井大二
organ & piano:遠山裕

FACE-B
1. THINGS CHANGE～ (0:38)
作詞:BRIAN PECK&黒沢健一
2. EQUINOX [イクイノックス] (4:18)
作詞:海野祥年、作曲:黒沢健一
piano:遠山裕
strings arrangement and coducted by:David Campbell
concert master:Sid Page
strings contractor:Suzie Katayama
3. TELEPHONE CRAZE [テレフォン・クレイズ] (4:17)
作詞:黒沢健一、作曲:黒沢健一・木下裕晴、編曲:L⇔R&岡井大二
synthesizer orchestration:遠山裕
4. CAN'T SIT DOWN(INSTRUMENTAL) [エディサンセット&ブレイザーズのテーマ] (2:27)
作曲:L⇔R、編曲:L⇔R&岡井大二
1st guitar solo:黒沢秀樹
2nd guitar solo:石田小吉
3rd guitar solo:車谷浩司
harp:黒沢健一
organ solo:遠山裕
5. U-EN-CHI [遊園地] (4:08)
作詞:黒沢健一、作曲:黒沢秀樹、編曲:L⇔R&遠山裕
lead vocal:黒沢秀樹 / 黒沢健一
ES-335 guitar:高野寛
tremolo guitar:黒沢秀樹
accordion:嶺川貴子
6. LAND OF RICHES-2 [ランド・オヴ・リッチズ2] (3:40)
作詞:黒沢健一、作曲:木下裕晴/黒沢健一、編曲:L⇔R&岡井大二
organ & piano:遠山裕

### 再発版（1997年・2017年発売版）
1. LAND OF RICHES-1 [ランド・オヴ・リッチズ1]
2. NOW THAT SUMMER IS HERE [君と夏と僕のブルー・ジーン]
3. AMERICAN DREAM [アメリカン・ドリーム]
4. CRUSIN' 50～90'S [クルージン]
5. CIRCLING TIMES SQUARE [さよならタイムズスクエア]
6. RED & BLUE [レッドアンドブルー]
7. THINGS CHANGE～
8. EQUINOX [イクイノックス]
9. TELEPHONE CRAZE [テレフォン・クレイズ]
10. CAN'T SIT DOWN(INSTRUMENTAL)
11. U-EN-CHI [遊園地]
12. LAND OF RICHES-2 [ランド・オヴ・リッチズ2]

## クレジット
1. L⇔R
黒沢健一:l.vocals & guitars
黒沢秀樹:e&a guitars & vocals
木下裕晴:bass guitars % vocals
嶺川貴子:vocals, percussions & keyboards
2. ゲストミュージシャン
遠山裕:keyboards & manipulate
岡井大二:drums & percussions
車谷浩司 for Spiral Life
石田小吉 for Spiral Life
高野寛:guitar
Brian Peck:charcters
David Campbell:strings arrangement and coducted

ミキシング・エンジニアはHideo NishiがFACE-A、Jack Joseph PuigがFACE-Bをそれぞれ担当している。